# Asociación Colombiana de Productores de Fonogramas
La Asociación Colombiana de Productores de Fonogramas, más conocida como ASINCOL, fue una organización sin fines de lucro que representaba a la industria discográfica de Colombia.
ASINCOL fue el responsable de la certificación de ventas de grabación de música en Colombia y fue la agencia del Código Internacional de Grabación Estándar (ISRC) para Colombia. A partir de 2019 no existe una agencia local de ISRC en Colombia.